# Gerardo de' Taccoli
Gerardo de' Taccoli (Reggio Emilia, XII secolo – Cison di Valmarino, 20 aprile 1197) è stato un vescovo cattolico italiano.

## Biografia

### Origini e nomina a vescovo
Originario di Reggio Emilia, è il primo esponente noto della nobile famiglia Taccoli. Nulla si sa delle sue origini: nel 1184 ,alla morte del vescovo Ottone II, fu nominato dal pontefice Lucio III vescovo di Belluno. Con bolla successiva data in Verona il 18 ottobre 1185 ("Privilegium pro Ecclesia Bellunensi") il papa descriveva minuziosamente i castelli e in generale le diverse località  su cui si estendeva la giurisdizione temporale e spirituale della diocesi. Erano i tempi in cui le diocesi del Veneto erano impegnate in aspri contrasti con le fazioni cittadine, le signorie locali e le città vicine che cercavano sistematicamente di impadronirsi dei beni ecclesiastici. Nel caso della diocesi di Belluno, le maggiori usurpazioni di beni ecclesiastici erano da ascrivere alla politica espansionistica del comune di Treviso.
Nella città di Belluno Gerardo si distinse come grande costruttore. In particolare fece restaurare e potenziare la cinta muraria, dotandola di merlatura e di torri; fece costruire una grande piazza detta "Il Foro" che fosse di uso comune per tutti i cittadini. Fece anche costruire, o forse restaurare, il palazzo vescovile munendolo anch'esso di torri.
Ma l'attività principale dell'episcopato di Gerardo è da collocarsi nello sforzo di recupero dei beni ecclesiastici e nel contrasto, che sarebbe degenerato in guerra aperta, con Treviso.

### Il conflitto con Treviso
Gerardo tentò inizialmente un accomodamento diplomatico con Treviso rivolgendosi al patriarca di Aquileia, Gottifredo, superiore ecclesiastico tanto di Belluno quanto di Treviso. Questi si pronunciò in favore di Belluno ma i trevigiani si rifiutarono comunque di dar corso all'intimazione patriarcale per cui Gerardo si risolse a riprendere i beni con le armi. Gerardo ottenne il supporto del conte di Gorizia, Mainardo II, Treviso quella dei vescovi di Ceneda e di Feltre. Questi preparativi bellici portarono a un secondo tentativo di mediazione attuato da emissari dell'imperatore Enrico VI in Mantova; ma anche questa volta i trevigiani si rifiutarono di dar corso alle decisioni.  Alla fine l'ostinazione trevigiana provocò una vera e propria coalizione a favore di Belluno; il vescovo di Feltre inviò milizie mentre il patriarca di Aquileia, Ceneda, Conegliano e Padova si impegnarono a far atti di disturbo ai confini della Marca Trevigiana.
Le ostilità vere e proprie iniziarono il 6 aprile 1196 con l'uscita del vescovo Gerardo da Belluno alla testa delle proprie milizie. Congiuntisi ai feltrini i bellunesi presero il castello di Mirabello, sopra il colle di Sedico, e poi quello di Landris. Imbaldanziti da questi successi i bellunesi passarono il Piave di sorpresa e attaccarono il castello di Casteldardo facendo numerosi prigionieri. I trevigiani tentarono un contrattacco con mercenari vicentini guidati da un certo Valperto da Onigo. Gerardo tuttavia manovrò abilmente e si portò all'assedio del famoso castello di Zumelle, che fu preso e distrutto il 24 giugno 1196. Terminò così, con un inatteso successo bellunese, la prima fase del conflitto.

### La morte
Nella primavera del 1197 i trevigiani presero tuttavia l'iniziativa e Valperto da Onigo, attraverso il passo di Praderadego, portò i suoi nella Valmarino ove presso Cesana (odierna Cison di Valmarino) attese i bellunesi. Questi al comando del vescovo avevano lasciato la città e a marce forzate avevano raggiunto il nemico. La battaglia fu aspra e si protrasse per parecchie ore, con alterna fortuna. Ad un certo punto però il vescovo fu ferito, disarcionato e catturato; a questo punto i bellunesi, scoraggiati, si diedero alla fuga. Sul campo era caduto anche il capitano trevigiano, Valperto. Per vendicarlo i soldati trevigiani si accanirono sul vescovo Gerardo che fu ucciso venendo trascinato per i boschi e venendone straziato miseramente il corpo.
Dopo la vittoria i trevigiani si affrettarono a occupare e ricostruire il castello di Zumelle. Il patriarca di Aquileia comunicò la notizia al pontefice Celestino III il quale si affrettò a colpire con interdetto la città di Treviso.
Gerardo ebbe forse un successore di nome Baldovino dopo il quale, nel 1199, la diocesi di Belluno fu unita a quella di Feltre

## Nella cultura di massa
Le vicende della guerra tra Belluno e Treviso nel 1196 sono narrate nel poema epico Ritmo Bellunese, una delle prime attestazioni dell'uso del volgare in Italia